# Filialkirche Rumpersdorf

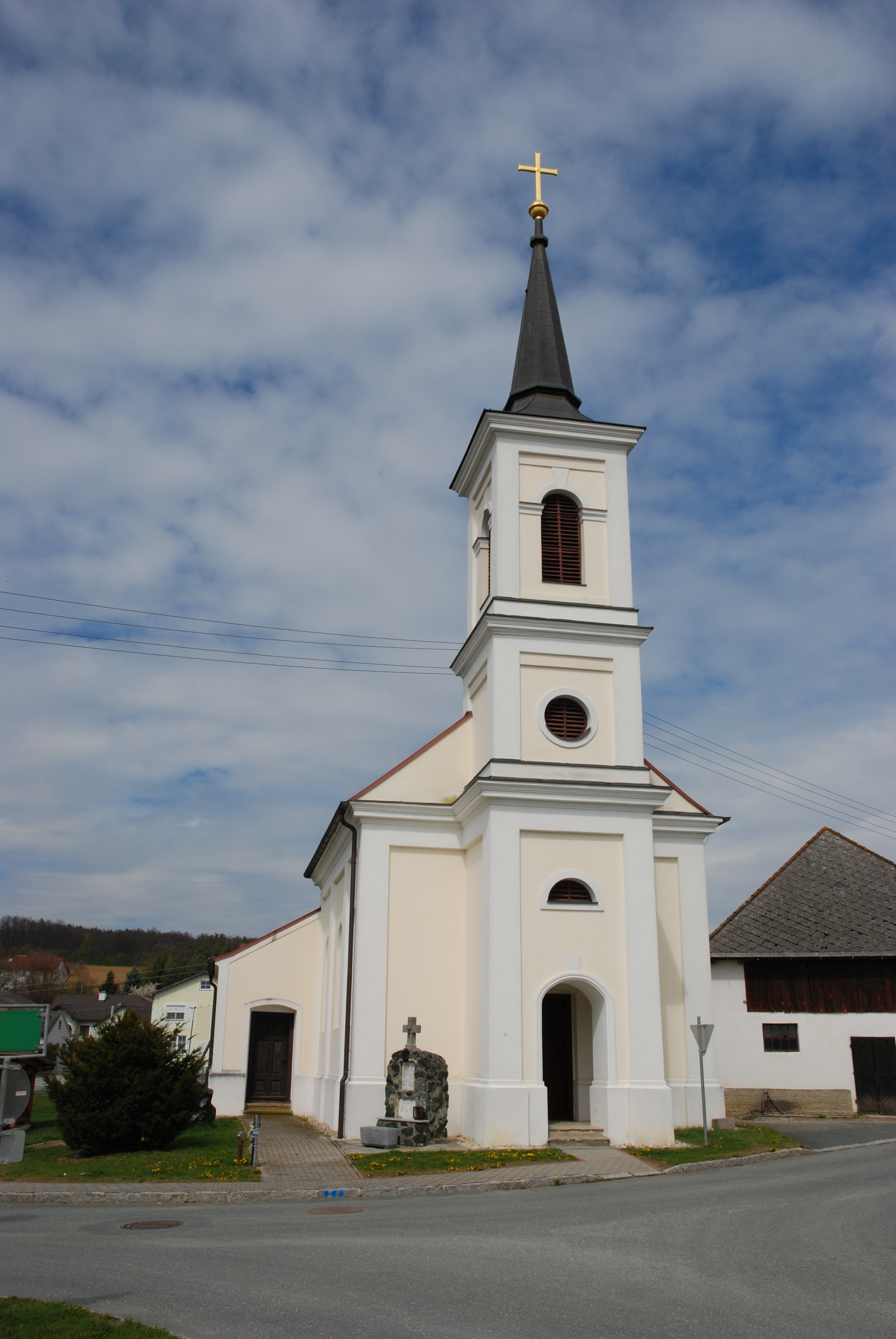
Kirche in Rumpersdorf

Die römisch-katholische Filialkirche Rumpersdorf ist eine Filiale der Pfarre Weiden bei Rechnitz. Sie steht in der Mitte der Ortschaft Rumpersdorf (ungarisch: „Rumpód“; kroatisch: „Rupišće“; Romani: „Rupischa“) in der Gemeinde Weiden bei Rechnitz im Bezirk Oberwart im Burgenland. Sie ist den Heiligen Petrus und Paulus geweiht.

## Geschichte
Die Kirche wurde Mitte des 19. Jahrhunderts als Filialkirche der Pfarre Weiden bei Rechnitz errichtet. Sie wurde 1953 renoviert.

## Architektur und Ausstattung
Die Kirche ist ein kleiner, genordeter Bau mit einem vorgesetzten, dreigeschoßigen Südturm mit Spitzhelm. 
Sie hat einen eingezogenen Chor mit abgeschrägten Ecken, der flach geschlossen ist.
Das Schiff ist zweijochig und hat ein Platzlgewölbe. Die Gurte lagern auf Pilastern. Das südlich gelegene Emporenjoch ist etwas kürzer. 
Die dreiachsige Empore ist von Platzln unterwölbt und hat eine vorgebauchte Brüstung. In der Mitte befindet sich eine Tafel mit der Stiftungsinschrift, die aus der ehemaligen Friedhofskapelle übertragen wurde. Auf dieser ist zu lesen: „C(omes): D(ominus) : PAV(lus) : KVNICH Ex/Voto in ho(no)rem B(eatae) : V(irginis) : M(ariae) / in coleum as(sum)ptae cu(ra)vit / fieri 1695“ (deutsche Übersetzung: Von Grafen Paul Kunich / ich stimme zu Ehren der Jungfrau Maria / die die Kugeln in ihre Obhut nahm / von 1695). 
Der Altar hat eine Mensa mit Drehtabernakel und zwei Seitenfiguren., die die Heiligen Petrus und Paulus darstellen. Sie entstanden Mitte des 19. Jahrhunderts. 
An der Wand befindet sich ein Ölgemälde mit der „Himmelfahrt Mariens“. Geschaffen hat es Johann Rohrer im Jahr 1830. Die Kanzel entstand um 1850.
Es gibt ein Orgelpositiv mit Zugriemen und 4 Registern aus 1812.